# Eriko
Eriko (jap. えりこ, エリコ) – żeńskie imię japońskie.

## Możliwa pisownia
Eriko można zapisać, używając wielu różnych znaków kanji:
- 絵理子
- 絵里子
- 絵梨子
- 恵理子
- 恵里子
- 恵梨子
- 恵利子
- 江里子
- 江利子
- 枝里子
- 英梨子

## Znane osoby
- Eriko Arakawa (恵理子), japońska piłkarka
- Eriko Asai (えり子), japońska biegaczka długodystansowa
- Eriko Fujimaki (恵理子), japońska seiyū
- Eriko Hara (えりこ), japońska seiyū
- Eriko Hori (絵梨子), japońska seiyū i piosenkarka
- Eriko Hirose (栄理子), japońska badmintonistka
- Eriko Satō (江梨子), japońska aktorka i modelka
- Eriko Tamura (英里子), japońska aktorka i piosenkarka
- Eriko Watanabe (えり子), japońska aktorka
- Eriko Yamatani (えり子), japońska polityk

## Fikcyjne postacie
- Eriko (エリコ), postać z anime Black Heaven
- Eriko Christy (エリコ), główna bohaterka gry Illbleed
- Eriko Futami (瑛理子), bohaterka serii KimiKiss
- Eriko Hirano (依里子), bohaterka serii Kimi ni todoke
- Eriko Nanao (英理子), bohaterka light novel i anime Dragon Crisis!
- Eriko Odawara (絵里子), postać z mangi i anime Chokotto Sister
- Eriko Takahashi (絵里子), główna bohaterka mangi i anime High School Girls
- Eriko Tamura (えり子), główna bohaterka mangi i anime Idol Densetsu Eriko
- Eriko Torii (江利子), bohaterka mangi i anime Maria-sama ga miteru
- Eriko Kirishima (英理子), bohaterka gry Revelations: Persona
- Eriko Asakura (えりこ), bohaterka mangi i anime Wangan Midnight